# Угорщина на зимових Олімпійських іграх 1924
Угорщина на Зимових Олімпійських іграх 1924 року, які проходили в французькому місті Шамоні, була представлена чотирма спортсменами (всі чоловіки) у двох видах спорту.
Жодних медалей країна на цій Олімпіаді не завоювала.

## Лижне двоборств
Чоловіки
| Спортсмен     | Стрибки з трампліна | Стрибки з трампліна | Стрибки з трампліна | Стрибки з трампліна | Лижні перегони | Лижні перегони | Лижні перегони | Всього | Всього |
| Спортсмен     | Стрибок 1           | Стрибок 2           | Всього балів        | Місце               | Час            | Бали           | Місце          | Бали   | Місце  |
| ------------- | ------------------- | ------------------- | ------------------- | ------------------- | -------------- | -------------- | -------------- | ------ | ------ |
| Іштван Деван  | –                   | –                   | –                   | –                   | 1'50:20        | 2.125          | 24             | DNF    | –      |
| Аладар Габерл | 33.0                | 20.0                | 11.542              | 20                  | DNF            | –              | –              | DNF    | –      |
| Бела Сепеш    | 39.5                | упав                | 10.478              | 23                  | DNF            | –              | –              | DNF    | –      |

## Лижні перегони
Чоловіки
| Змагання | Спортсмен    | Підсумки  | Підсумки |
| Змагання | Спортсмен    | Час       | Місце    |
| -------- | ------------ | --------- | -------- |
| 18 км    | Іштван Деван | 1'50:20.8 | 31       |
| 18 км    | Бела Сепеш   | DNF       | –        |
| 50 км    | Ференц Немет | 6'16:32   | 20       |